# Parki krajobrazowe w Niemczech

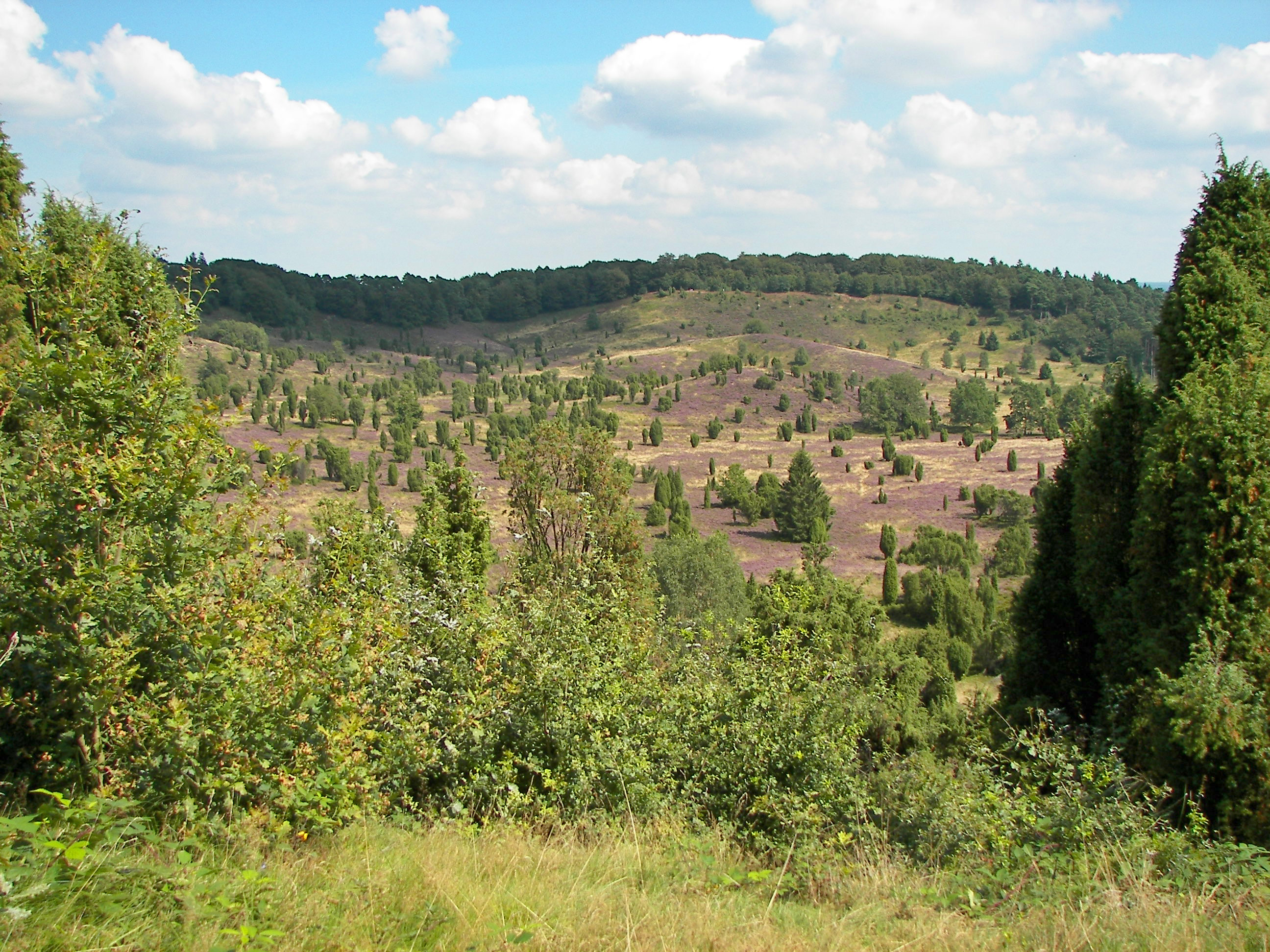
Totengrund w Parku Krajobrazowym Pustaci Lüneburskiej był pierwszym gruntem przejętym przez Stowarzyszenie Parków Ochrony Przyrody w 1910 r.

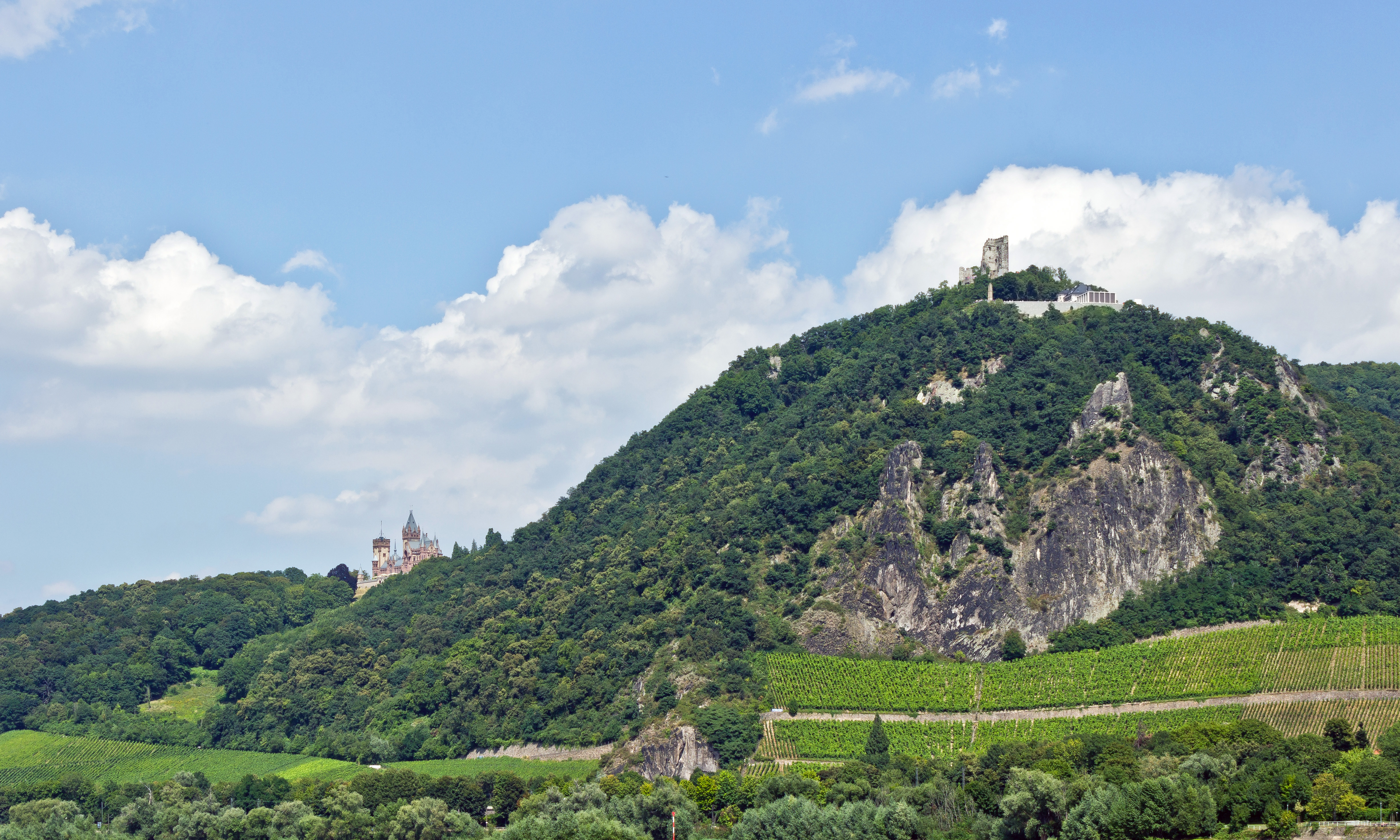
Drachenfels w Parku Krajobrazowym Siedmiogórza koło Bonn jest często uznawany za najstarszy obszar chroniony w Niemczech

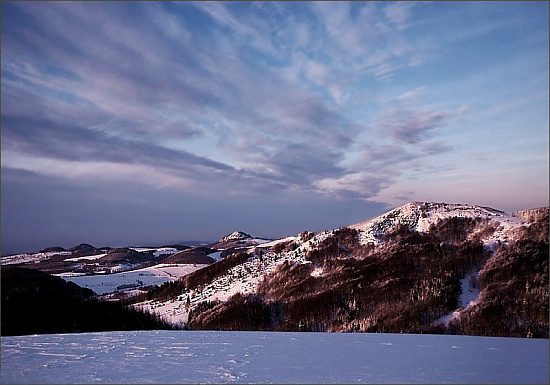
Rhön jest jednocześnie rezerwatem biosfery

Parki krajobrazowe w Niemczech (tłum. także na parki natury, parki przyrody, parki przyrodnicze. niem. Naturpark, dawniej Naturschutzpark) – wielkoobszarowa forma ochrony przyrody o walorach krajobrazowych, kulturowych i przyrodniczych mająca na celu promocję turystyki krajoznawczej oraz użytkowania ziemi w sposób zrównoważony, uwzględniając również potrzeby dzikiej przyrody. Od wprowadzenia tej formy ochronnej w 1956 r. powołano łącznie 104 parki na powierzchni ponad 95 tys. km kw., czyli około 27% terytorium Niemiec. Międzynarodowa Unia Ochrony Przyrody klasyfikuje parki krajobrazowe do kategorii V „chroniony krajobraz”.
Ideę utworzenia na terenie Niemiec wielkoobszarowej formy ochrony przyrody inspirowanej amerykańskimi parkami narodowymi wysunięto po raz pierwszy na początku XX wieku. Dzięki powołanemu w tym celu w 1909 r. Stowarzyszeniu Parków Ochrony Przyrody (niem. Verein Naturschutzpark e.V.), które od 1910 r. wykupywało grunty na terenie Pustaci Lüneburskiej w 1922 r. powołano rezerwat przyrody (trzeci w Niemczech) pod nazwą Park Ochrony Przyrody Pustaci Lüneburskiej (niem. Naturschutzpark Lüneburger Heide).
W 1956 r. dr hab. Alfred Toepfler, przewodniczący Stowarzyszenia, przy współpracy z Uniwersytetem w Bonn rozwinął projekt parków przyrody (Naturpark), mającym być rozwiązaniem problemu braku dużych, dzikich przestrzeni na terenie RFN. Podobny projekt kilka lat wcześniej zrealizowano w Wielkiej Brytanii. Ideą przewodnią programu było stworzenie przestrzeni dla spotkania człowieka z przyrodą, ochrona pięknych, naturalnych krajobrazów i przyrody oraz rekreacja. W 1963 r. powstał Związek Niemieckich Parków Krajobrazowych (niem. Verband Deutscher Naturparke). W dwadzieścia lat po rozpoczęciu projektu cele parków krajobrazowych wpisano do nowej ustawy o ochronie przyrody.
Przed zjednoczeniem Niemiec utworzono 64 parki krajobrazowe. Połączenie z NRD dało impuls do zwiększenia uprawnień zarządów i do powołania nowych obszarów chronionych, głównie na wschodzie kraju. W 2006 r. powstał 10-punktowy „Petersberski program parków krajobrazowych w Niemczech” określający ich perspektywy na następne dziesięciolecia. Przewiduje on zwiększenie możliwości i skuteczności działania parków w zakresach dotąd przewidzianych, jak również ukończenie do 2020 r. powoływania kolejnych parków, poprawa współpracy z landami, wprowadzenie polityki jakości pracy, a także stabilizacja budżetowa.
Wraz z wdrażaniem od 1970 r. projektu „rozwojowych parków narodowych” niektóre parki krajobrazowe stały się ich otulinami (np. w przypadku p.k. Lasu Bawarskiego, Kellerwald-Edersee, Eifel, czy Schwarzwaldu Północnego), zaś w 2007 r. powiększono park krajobrazowy Pustaci Lüneburskiej, doprowadzając do rozdzielenia jego funkcji z rezerwatem przyrody, stanowiącym odtąd jego centralną część.
Kilka parków krajobrazowych znajduje się na terenie rezerwatów biosfery UNESCO, jak to ma np. miejsce w przypadku Lasu Palatyńskiego, czy Rhönu. Niektóre parki wchodzą także w skład struktur transgranicznych z odpowiednikami w Holandii (Schwalm-Nette), Belgii (Hohes Venn-Eifel), Luksemburgu (Eifel Południowy), Francji (Las Palatyński), Czechach (Las Bawarski).
Sukces brytyjskich i niemieckich parków zmotywował liczne państwa do wprowadzenia analogicznych form ochrony, często jako uzupełnienie wcześniejszej sieci parków narodowych (np. Polska, Francja).